# 陈冬华
陈冬华（1975年—），南京大学商学院会计学教授，研究方向为公司治理与公司金融研究、财务会计与资本市场研究，任中华人民共和国教育部“长江学者”特聘教授。